# Matilde Jorge
Matilde Jorge (Guimarães, 7 aprile 2004) è una tennista portoghese.

## Biografia
Ha una sorella maggiore, Francisca Jorge, anche lei tennista.
Matilde Jorge ha vinto 2 titoli in singolare e 25 titoli in doppio nel circuito ITF in carriera. Il 31 marzo 2025 ha raggiunto il best ranking in singolare alla 277ª posizione mondiale, mentre nella stessa dara ha raggiunto in doppio la 107ª posizione mondiale.
Dal 2020, fa parte della squadra portoghese di Fed Cup. Ha un bilancio complessivo di 14 vittorie e 5 sconfitte.
Il 20 aprile 2024, ha vinto il suo primo WTA 125 della carriera in doppio nel torneo casalingo Oeiras Ladies Open insieme alla sorella Francisca, sconfiggendo in finale la britannica Harriet Dart e la francese Kristina Mladenovic con il punteggio di 6-0, 6-4.
Il 20 aprile 2025, Matilde e Francisca hanno bissato il successo all'Oeiras Ladies Open, sconfiggendo questa volta in finale la ceca Anastasia Dețiuc e la romena Patricia Maria Țig con il punteggio di 6-1, 6-2.

## Circuito WTA 125

### Doppio

#### Vittorie (2)
| N. | Data           | Torneo                     | Superficie  | Compagna        | Avversarie in finale                | Punteggio |
| 1. | 20 aprile 2024 | Oeiras Ladies Open, Oeiras | Terra rossa | Francisca Jorge | Harriet Dart Kristina Mladenovic    | 6-0, 6-4  |
| 2. | 20 aprile 2025 | Oeiras Ladies Open, Oeiras | Terra rossa | Francisca Jorge | Anastasia Dețiuc Patricia Maria Țig | 6-1, 6-2  |

## Statistiche ITF

### Singolare

#### Vittorie (2)
| Torneo $100.000 (0) |
| Torneo $80.000 (0)  |
| Torneo $60.000 (0)  |
| Torneo $40.000 (1)  |
| Torneo $25.000 (1)  |
| Torneo $15.000 (0)  |

| N. | Data             | Torneo                                | Superficie | Avversaria in finale | Punteggio     |
| 1. | 8 settembre 2024 | Leiria Women's, Leiria                | Cemento    | Anastasia Kulikova   | 6-1, 2-6, 6-1 |
| 2. | 8 giugno 2025    | Montemor Ladies Open, Montemor-o-Novo | Cemento    | Francisca Jorge      | 6-1, 6-3      |

#### Sconfitte (3)
| Torneo $100.000 (0) |
| Torneo $80.000 (0)  |
| Torneo $60.000 (0)  |
| Torneo $40.000 (1)  |
| Torneo $25.000 (2)  |
| Torneo $15.000 (0)  |

| N. | Data             | Torneo                           | Superficie  | Avversaria in finale | Punteggio     |
| 1. | 20 ottobre 2024  | Faro Ladies Open, Faro           | Cemento     | Monika Stankiewicz   | 6(3)-7, 3–6   |
| 2. | 1º dicembre 2024 | Lousada Indoor Open, Lousada     | Cemento (i) | Margaux Rouvroy      | 5-7, 3-6      |
| 3. | 15 giugno 2025   | Guimarães Ladies Open, Guimarães | Cemento     | Francisca Jorge      | 7-5, 2-6, 2-6 |